# オリバーレス伯公爵の肖像 (エルミタージュ美術館)
『オリバーレス伯公爵の肖像』（オリバーレスはくこうしゃくのしょうぞう、露: Портрет дона Гаспара де Гусмана, графа-герцога де Оливареса, 英: Portrait of the Count-Duke of Olivares）は、スペインのバロック絵画の巨匠ディエゴ・ベラスケスが1638年ごろにキャンバス上に油彩で制作した絵画で、ベラスケスの態度と力量を示す作品である。サンクトペテルブルクのエルミタージュ美術館に所蔵されている。
絵画は、フェリペ4世統治時代の宰相オリバーレス伯公爵のガスパール・デ・グスマンを表している。オリバーレス伯公爵は、セビーリャの名門貴族の出身で、1623年にベラスケスがマドリードの宮廷に画家として迎え入れられる際、ベラスケスを推挙した人物である。公爵は、フェリペ4世がわずか16歳で即位した1622年からフェリペ4世の宰相として1643年までスペイン帝国の政治を牛耳った。
無地の背景の中に胸像で描かれており、顔は披露して腫れぼったく見え、やはりベラスケスの手になる以前のより名高い『オリバーレス伯公爵騎馬像』 (プラド美術館) より明らかに老けて見える。オリバーレスは、白い襟のついた簡素な黒い衣服を身に着けている。野望と慎重、豪胆と猜疑に揺れる複雑な彼の人間性は、本図からもうかがえる。同時に、ブエン・レティーロ宮殿の造営後に政敵の策謀によって失脚する彼の哀れな末路がどこか淋し気で力のない表情に読み取れるようである。
なお、公爵の姿は他のベラスケスの作品にもたびたび単身像として描かれ、『乗馬学校のバルタサール・カルロス皇太子』の背景にも登場している。その他、公爵はフアン・バウティスタ・マイーノの『バイーアの奪還』中のタピストリーにも描かれている。

## 関連作品

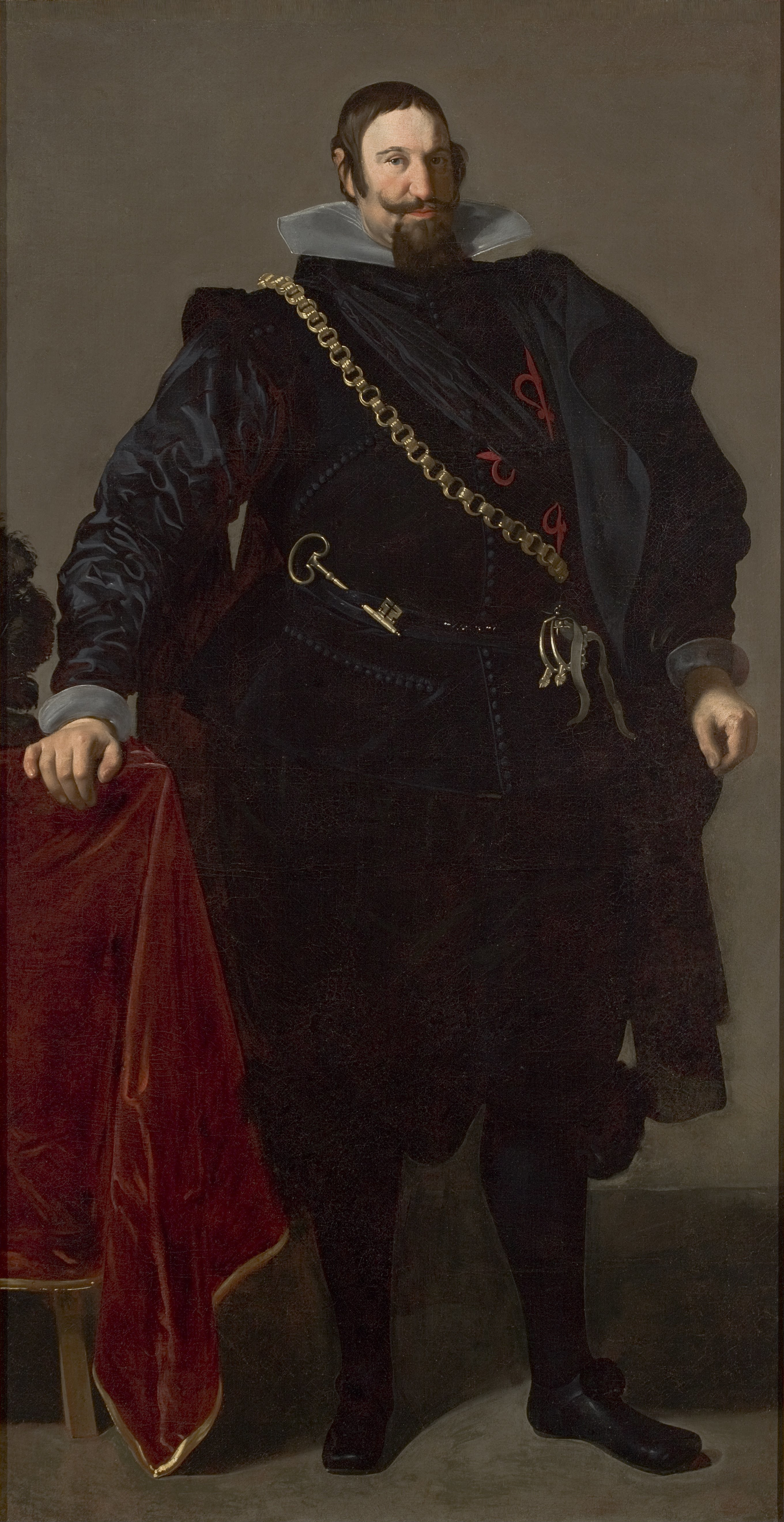
ディエゴ・ベラスケス『オリバーレス伯公爵の肖像（英語版）』 (1624年)、サンパウロ美術館
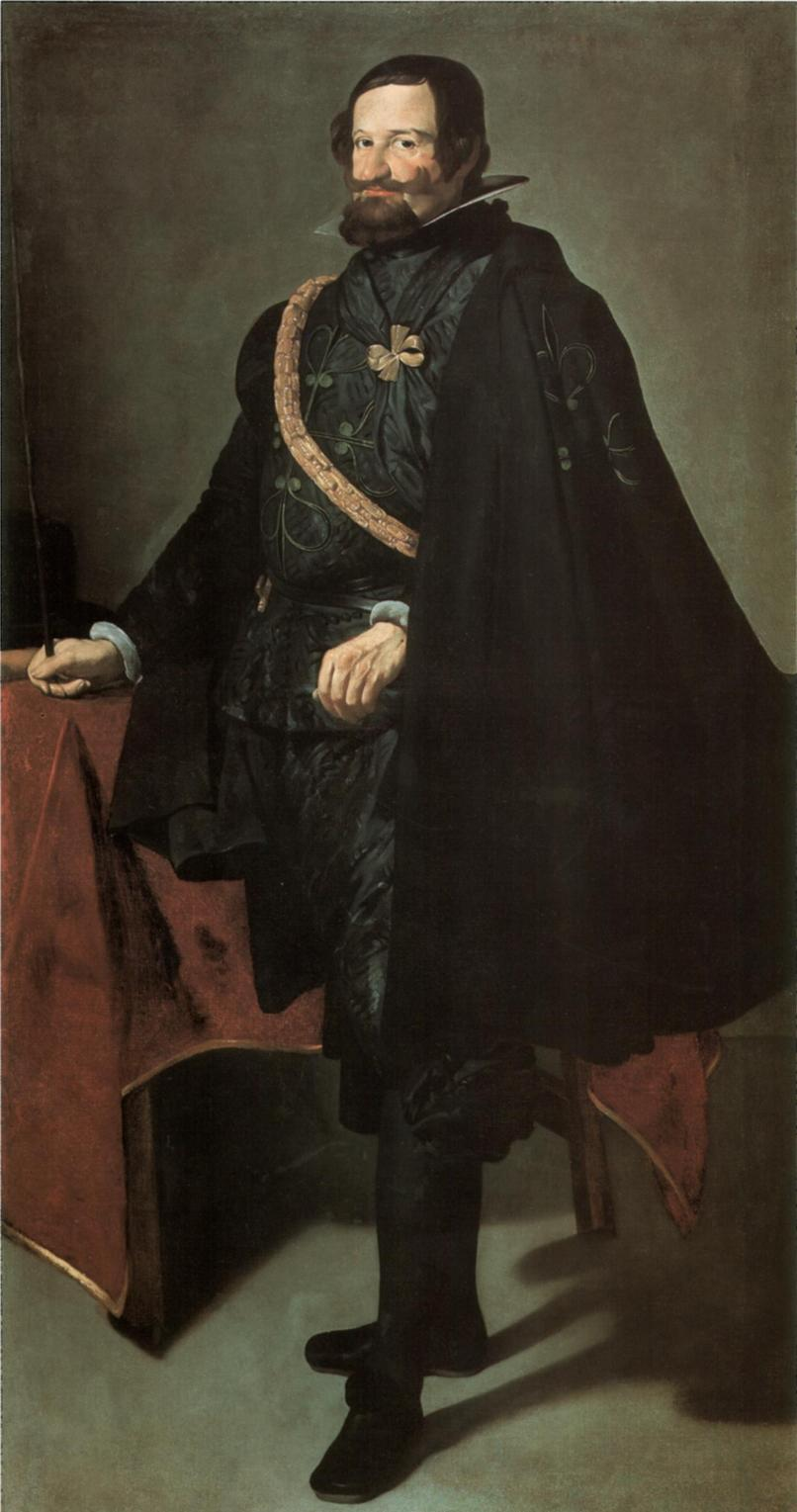
ディエゴ・ベラスケス『オリバーレス伯公爵の肖像（スペイン語版）』 (1625年ごろ)、アメリカ・ヒスパニック・ソサイアティー（英語版）、ニューヨーク
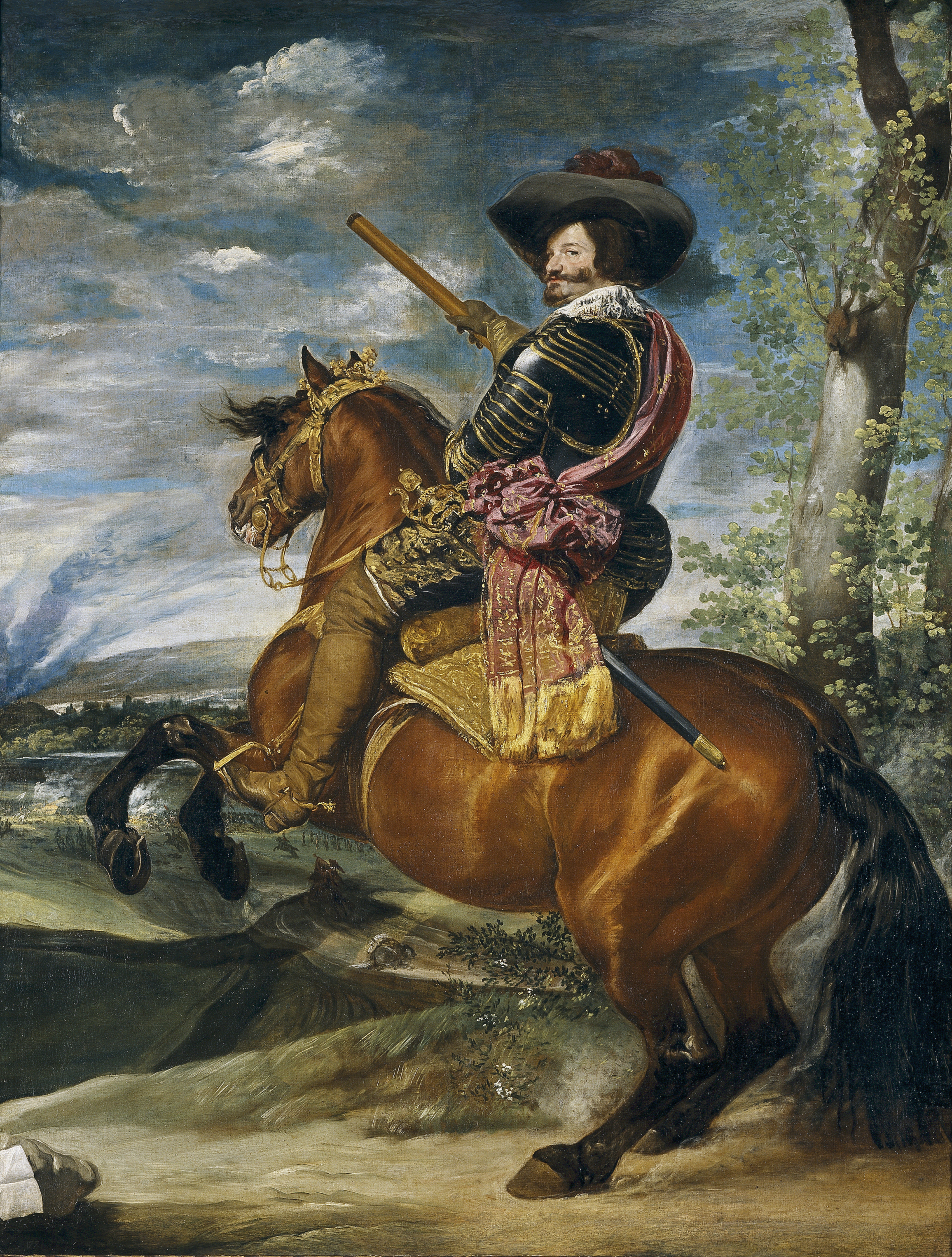
ディエゴ・ベラスケス『オリバーレス伯公爵騎馬像』 (1636年ごろ)、プラド美術館
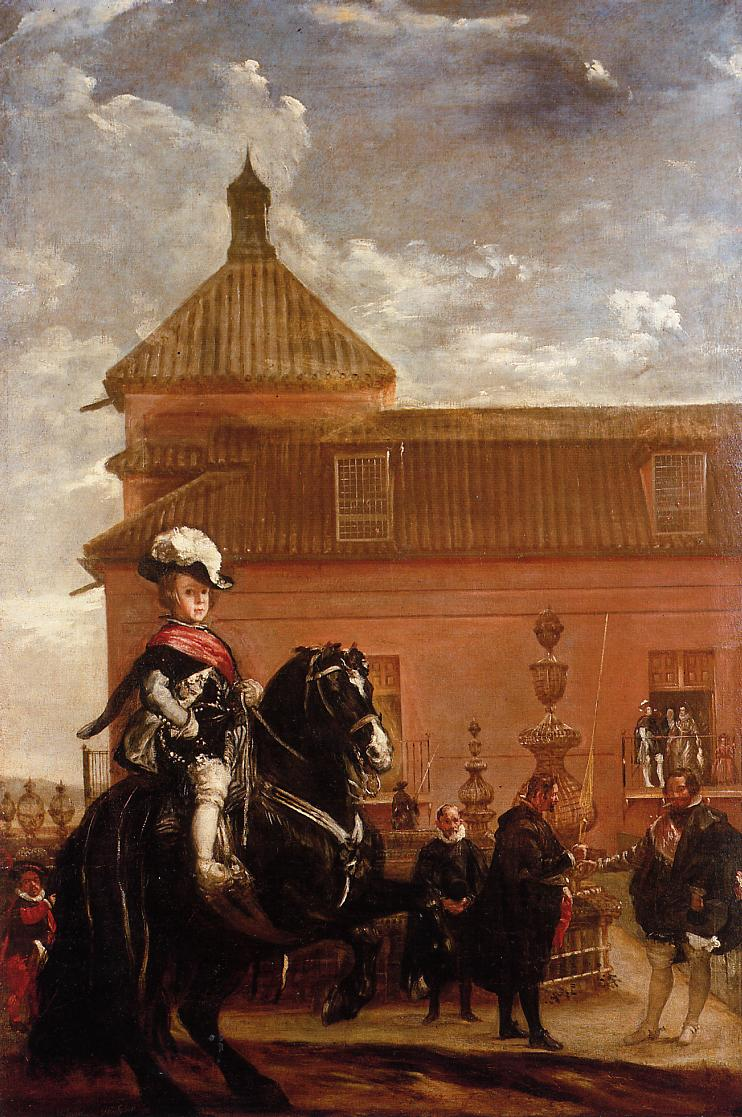
ディエゴ・ベラスケス『乗馬学校のバルタサール・カルロス皇太子（英語版）』(1636年ごろ)、ナショナル・ギャラリー (ロンドン) に寄託
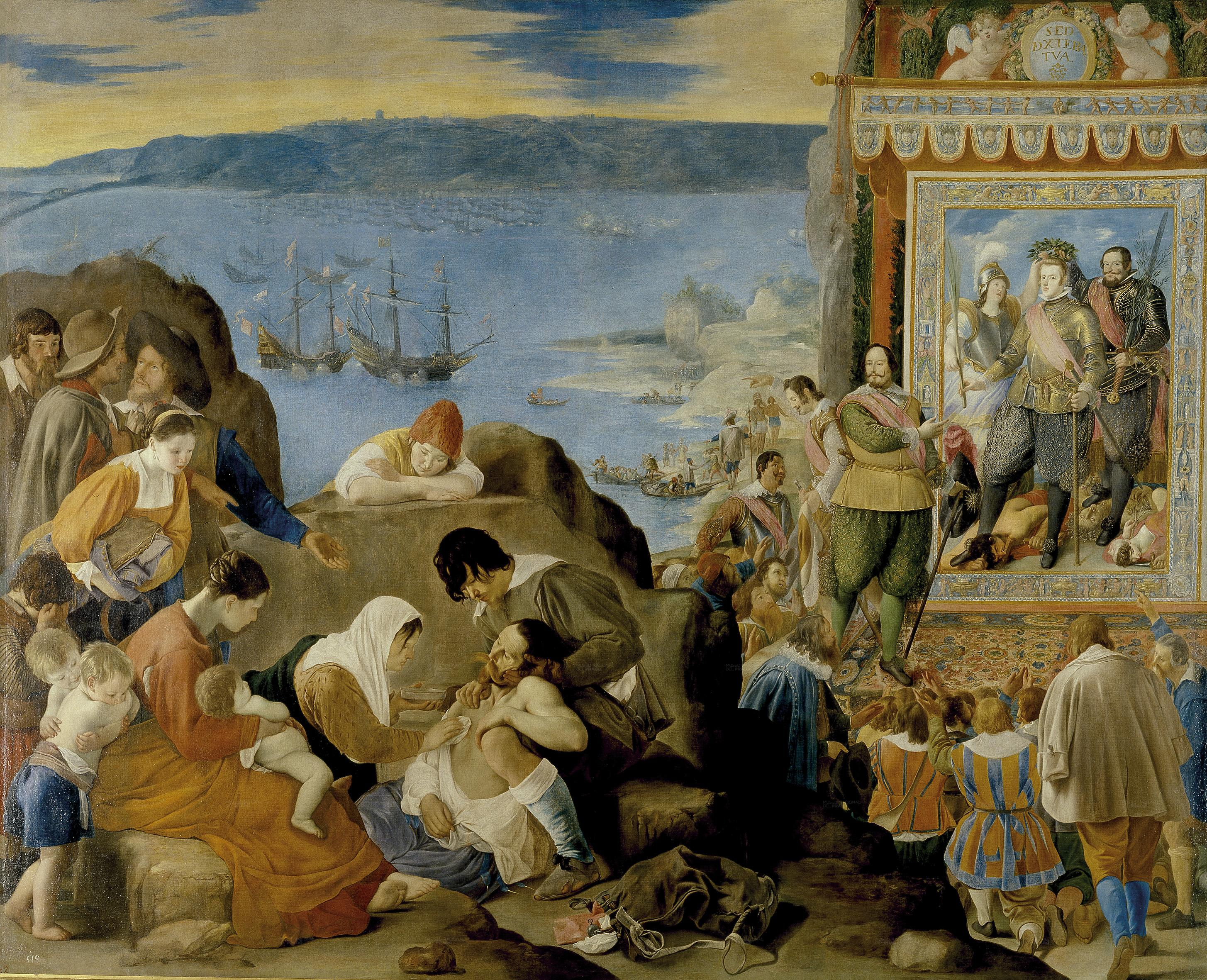
フアン・バウティスタ・マイーノ (1634-1635年)、『バイーアの奪還（スペイン語版）』、プラド美術館